# Aton (ville)
Pour les articles homonymes, voir Aton (homonymie).
Aton, aussi appelée Aton l'éblouissant, est une ancienne ville égyptienne située sur la rive ouest du Nil dans la nécropole thébaine près de Louxor. Nommée d'après le dieu égyptien du soleil Aton, la ville semble être restée relativement intacte pendant plus de trois millénaires. Depuis le début des fouilles fin 2020, elle émerge comme la plus grande ville de son genre dans l'Égypte antique, avec un degré de préservation remarquable. 

## Histoire
La fondation de la ville est datée de la période d'Amenhotep III, il y a environ 3 400 ans (1386–1353 avant notre ère). Un certain nombre d'inscriptions ont permis aux archéologues d'établir des dates précises pour l'histoire de la ville. L'une se réfère à 1337 avant notre ère, coïncidant avec le règne d'Akhenaton, qui a déménagé dans sa nouvelle capitale à Akhetaton l'année suivante. Les traces découvertes jusqu'à présent suggèrent qu'Aton est ensuite tombée (?) sous le règne de Toutânkhaton — lequel a changé son nom en Toutânkhamon —, et a ensuite été utilisée par l'avant-dernier dirigeant de la XVIIIe dynastie, Aÿ. Jusqu'à présent, quatre couches distinctes d'occupation attestent d'une réoccupation à l'époque byzantine copte, des IIIe au VIIe siècles de notre ère.

## Découverte
Elle fait partie du complexe palatial d'Amenhotep III situé juste au nord de Malqata, également connu à l'origine sous le nom d'« Aton éblouissant ». La confirmation de la découverte a été annoncée par Zahi Hawass le 8 avril 2021. L'égyptologue Betsy Bryan, de l'université Johns-Hopkins, a salué cela comme la découverte archéologique la plus importante en Égypte depuis la découverte du tombeau de Toutânkhamon.